# Дорожная одежда

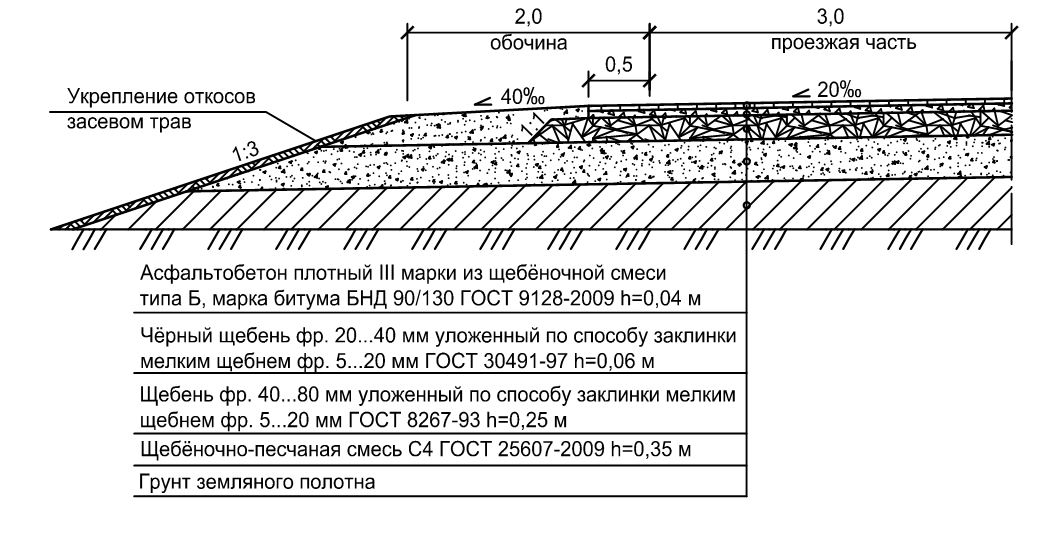
Пример конструкции дорожной одежды.

Дорожная одежда — это многослойная конструкция в пределах проезжей части автомобильной дороги, воспринимающая нагрузку от автотранспортного средства и передающая её на грунт.

## Основные понятия
Дорожные одежды классифицируют по типам исходя из их капитальности на
капитальные,
облегчённые,
переходные и
низшие.
Каждому типу дорожной одежды соответствуют определённые виды покрытий, применяемые в соответствии с СП 34.13330.2012 «Автомобильные дороги».
По сопротивлению от расчётных нагрузок и по реакции на климатические воздействия дорожные одежды подразделяют на жёсткие и нежёсткие.
К жёстким относят одежды, имеющие в покрытии или основании монолитный цементобетон или сборный железобетон; к нежёстким относят дорожные одежды, не имеющие в слоях этих материалов.
Напряжения, возникающие в дорожной одежде при проезде автомобилей, затухают с глубиной. Это обстоятельство позволяет проектировать дорожную одежду как многослойную конструкцию, используя в её слоях материалы различной прочности в соответствии с величиной действующих усилий и влиянием природных факторов. Толщина каждого слоя дорожной одежды определяется расчётом, однако не должна быть ниже величин, указанных в нормативной документации.
Принято различать следующие элементы дорожной одежды: покрытие, основание и дополнительные слои основания.

#### Покрытие
Покрытие или дорожное покрытие — верхняя часть дорожной одежды, состоящая из одного или нескольких единообразных по материалу слоёв, непосредственно воспринимающая усилия от расчётной нагрузки и подвергающаяся прямому воздействию атмосферных факторов. Покрытие может быть одно-, двух- или трёхслойным. Для повышения трещиностойкости покрытия могут быть предусмотрены специальные трещинопрерывающие прослойки, в том числе на основе геосеток и геотекстиля, использование модифицированных вяжущих в материале покрытия и другие специальные решения.
По поверхности покрытия может быть устроен слой поверхностной обработки, защищающий покрытие от проникновения в него влаги от дождей или таяния снега, а также способствующий повышению прочности и сохранению её постоянной в течение года. Поверхностная обработка применяется так же для повышения шероховатости гладких покрытий в процессе эксплуатации.
Покрытие автомобильной дороги подвержено непосредственному воздействию эксплуатационных и природно-климатических факторов, в связи с чем именно покрытие является самой уязвимой частью дорожной одежды.

#### Основание
Основание — часть конструкции дорожной одежды, расположенная под покрытием и обеспечивающая совместно с покрытием перераспределение напряжений в конструкции и снижение их величины в грунте рабочего слоя земляного полотна (подстилающем грунте), а также обеспечивающая морозоустойчивость и осушение конструкции. Различают несущую часть основания (несущее основание) и дополнительные слои основания. Несущая часть основания должна обеспечивать прочность дорожной одежды и быть морозоустойчивой.
- Земляное полотно (дорожное полотно) — сооружение, выступающее в роли основания для железнодорожного или автомобильного пути.[1][2]

#### Дополнительные слои основания
К дополнительным слоям основания относят слои между несущим основанием и подстилающим грунтом, предусматриваемые при наличии неблагоприятных погодно-климатических и грунтово-гидрологических условий. Эти слои совместно с покрытием и несущей частью основания должны обеспечивать необходимые морозоустойчивость и дренирование конструкции и создавать условия для снижения толщины вышележащих слоев из дорогостоящих материалов.
В соответствии с основной функцией, которую выполняет дополнительный слой основания, его называют морозозащитным, теплоизолирующим, дренирующим. К дополнительным слоям и прослойкам относят также гидро- и пароизолирующие, капилляропрерывающие, противозаиливающие и другие.
Дополнительные слои строят из песка и других местных материалов в естественном состоянии или укрепленных органическими, минеральными или комплексными вяжущими, из местных грунтов, обработанных вяжущими, из укрепленных смесей с добавками пористых заполнителей и так далее, а также из различного рода специальных индустриально выпускаемых материалов геотекстиль, пенопласт, полимерная плёнка и тому подобное).
Морозозащитные слои устраивают из стабильных зернистых материалов, таких как песок, песчано-гравийная смесь, гравий, щебень, шлаки и др., а также из грунтов, укреплённых вяжущими, или гидрофобизированных грунтов, или из других непучинистых материалов. Показателем пригодности материала по морозоустойчивости является степень пучинистости материала, определяемая в лабораторных условиях.
На пучиноопасных участках, где технически невозможны или экономически нецелесообразны традиционные мероприятия по обеспечению морозоустойчивости конструкции, следует предусматривать теплоизоляционные слои из специальных материалов для частичного или полного предотвращения промерзания земляного полотна. Для устройства теплоизоляционных слоев в особо неблагоприятных грунтово-гидрологических условиях следует рассматривать вариант применения пенопластов. В качестве теплоизолятора могут быть использованы также лёгкие бетоны, теплоизоляционные композиции из укрепленных вяжущими местных материалов (грунтов) или отходов промышленности и пористых заполнителей (керамзит, перлит, аглопорит, гранулы полистирола, измельченные отходы пенопласта) и др.
Дренирующие слои устраивают на участках с земляным полотном из недренирующих грунтов во всех случаях при 3-й схеме увлажнения рабочего слоя земляного полотна; при 1-й и 2-й схемах увлажнения в районах с большим количеством осадков (во II и III дорожно-климатических зонах), а также на участках, в основании проезжей части которых возможно скопление воды, проникающей с поверхности. Дренирующие слои следует устраивать из песка, гравийных материалов, отсортированного шлака и других фильтрующих материалов. В конструкциях, где дренирующий слой оказывается выше глубины промерзания, материалы слоя должны быть морозостойкими и достаточно прочными. Требуемый коэффициент фильтрации материала дренирующего слоя определяют расчётом, с учётом геометрических параметров проезжей части и других условий. Независимо от результатов расчета он должен быть не менее 1 м/сут и 2 м/сут соответственно на участках дорог, проходящих в насыпи и в низкой насыпи или выемке.